# تایبی آیلند (جورجیا)
تایبی آیلند، جورجیا (به انگلیسی: Tybee Island, Georgia) یک شهر در ایالات متحده آمریکا با جمعیت ۲٬۹۹۰ نفر است که در جورجیا واقع شده‌است.

## موقعیت جغرافیایی
موقعیت جغرافیایی شهرها و مناطق اطراف به شرح زیر است: